# Acacia silvestris
Acacia silvestris är en ärtväxtart som beskrevs av Mary Douglas Tindale. Acacia silvestris ingår i släktet akacior, och familjen ärtväxter. Inga underarter finns listade i Catalogue of Life.